# Forever (album de Spice Girls)
Forever este al treilea și ultimul album al formației pop britanice Spice Girls.

## Track listing
| Nr. | Titlu                        | Autor(i) | Producător(i)                           | Lungime |  |
| 1.  | „Holler”                     | Rodney Jerkins LaShawn "The Big Shiz" Daniels Fred Jerkins III Victoria Beckham Melanie Brown Emma Bunton Melanie Chisholm | Jerkins Daniels                         | 4:15    |  |
| 2.  | „Tell Me Why”                | Jerkins Jerkins III Daniels Mischke Butle Beckham Brown Bunton                                                             | Jerkins Daniels                         | 4:13    |  |
| 3.  | „Let Love Lead the Way”      | Jerkins Daniels Jerkins III Harvey Mason Jr Beckham Brown Bunton Chisholm                                                  | Mason Jr Jerkins Daniels                | 4:57    |  |
| 4.  | „Right Back at Ya”           | Beckham Brown Bunton Chisholm Eliot Kennedy Tim Lever                                                                      | Uncle Freddie Daniels Kennedy Sue Drake | 4:09    |  |
| 5.  | „Get Down with Me”           | Jerkins Daniels Jerkins III Robert Smith Butle Beckham Brown Bunton                                                        | Jerkins Smith Daniels                   | 3:45    |  |
| 6.  | „Wasting My Time”            | Jerkins III Daniels Brown Bunton Chisholm                                                                                  | Uncle Freddie Daniels                   | 4:13    |  |
| 7.  | „Weekend Love”               | Jerkins Jerkins III Daniels Beckham Brown Bunton Chisholm                                                                  | Jerkins Daniels                         | 4:04    |  |
| 8.  | „Time Goes By”               | Jerkins III Jerkins Daniels Butle Beckham Brown Bunton                                                                     | Jerkins Uncle Freddie Daniels           | 4:51    |  |
| 9.  | „If You Wanna Have Some Fun” | James Harris III Terry Lewis Beckham Brown Bunton Chisholm                                                                 | Jimmy Jam and Terry Lewis               | 5:25    |  |
| 10. | „Oxygen”                     | Harris III Lewis Beckham Brown Bunton Chisholm                                                                             | Jimmy Jam and Terry Lewis               | 4:55    |  |
| 11. | „Goodbye”                    | Beckham Brown Bunton Chisholm Richard Stannard Matt Rowe                                                                   | Stannard Rowe                           | 4:35    |  |

| Japanese import bonus track |                      |                                                           |                 |         |  |
| Nr.                         | Titlu                | Autor(i)                                                  | Producer(s)     | Lungime |  |
| 12.                         | „Holler” (MAW Remix) | Jerkins Daniels Jerkins III Beckham Brown Bunton Chisholm | Jerkins Daniels | 8:30    |  |